# Márcio Paulo de Oliveira Dias
Márcio Paulo de Oliveira Dias (* 19. April 1938 in Florianópolis) ist ein ehemaliger brasilianischer Diplomat.

## Leben
Márcio Paulo de Oliveira Dias ist der Sohn von Alcione Oliveira Dias und Wilmar Dias. Er absolvierte den CPCD des Rio Branco-Institutes und wurde am 5. Oktober 1963 zum Gesandtschaftssekretär der dritten Klasse, am 31. Dezember 1966 der zweiten Klasse und am 1. Januar 1973 der ersten Klasse ernannt. 
Von 1967 bis 1969 leitete Dias in New York City den Setor de Promoção Comercial (SECOM Handelsvertretung) und wurde anschließend bis 1971 als Konsul nach Sydney versetzt. Danach erhielt er bis 1972 eine Verwendung als Gesandtschaftssekretär zweiter Klasse in Stockholm, wo er 1972 auch zum Geschäftsträger ernannt wurde, sowie von 1973 bis 1975 als Gesandtschaftssekretär erster Klasse und Geschäftsträger in Algier. 1975 führte er in Lima und Santiago de Chile Verhandlungen über die Lieferung von Kupfer nach Brasilien.
Nach einer Tätigkeit als Geschäftsträger in Kingston (Jamaika) wurde Dias von 1981 bis 1986 als Generalkonsul nach Buenos Aires berufen. In den Folgejahren übertrug man ihm das Amt des Botschafters, zunächst vom 30. August 1991 bis zum 13. November 1995 in Kairo, wo er ab dem 30. Oktober 1996 auch für Khartum zuständig war, dann ab dem 28. August 1995 in Asunción und schließlich vom 17. Dezember 1997 bis zum 5. Dezember 2001 in Brüssel, wo er am 22. Juli 1998 auch zum Botschafter für Luxemburg ernannt wurde.

## Übersicht der Botschafter-Tätigkeiten
| Vorgänger                        | Amt                                                           | Nachfolger                       |
| -------------------------------- | ------------------------------------------------------------- | -------------------------------- |
| Aluísio Napoleão de Freitas Rego | brasilianischer Geschäftsträger in Stockholm 1972             | Aluísio Napoleão de Freitas Rego |
| Mauricio Carneiro Magnavita      | Geschäftsträger in Algier 1973 bis 1975                       | David Silveira da Mota Júnior    |
| —                                | Geschäftsträger in Kingston (Jamaika) 1978                    | Ovídio de Andrade Melo           |
| Carlos Augusto de Proença Rosa   | Botschafter in Kairo 30. August 1991 bis 13. November 1995    | Virgílio Moretzsohn de Andrade   |
| Alberto da Costa e Silva         | Botschafter in Asunción 28. August 1995 bis 17. Dezember 1997 | Bernardo Pericas Neto            |
| Bernardo Pericás Neto            | Botschafter in Brüssel 17. Dezember 1997 bis 5. Dezember 2001 | Synesio Sampaio Goes Filho       |